# Boleń (województwo małopolskie)
Boleń – wieś położona w Polsce, w województwie małopolskim, w powiecie krakowskim, w gminie Zielonki.
Boleń wchodzi w skład sołectwa Bosutów-Boleń.

## Położenie
Boleń według regionalizacji fizycznogeograficznej położony jest w zachodniej części Płaskowyżu Proszowickiego (342.23), należącego do makroregionu Niecka Nidziańska (342.2), w podprowincji Wyżyna Małopolska (342). Zachodnim skrajem miejscowości przebiega droga krajowa nr 7.
Miejscowość położona jest w otulinie Dłubniańskiego Parku Krajobrazowego, z wyjątkiem niewielkiego fragmentu znajdującego się po zachodniej stronie drogi krajowej nr 7 przy granicy z Bibicami – to obszar należący do Parku Krajobrazowego Dolinki Krakowskie.
Pod względem administracyjnym wieś zlokalizowana jest w województwie małopolskim, w powiecie krakowskim, w gminie Zielonki, w jej wschodniej części, około 8 km w linii prostej na północ od centrum Krakowa. Graniczy z następującymi jednostkami:
- miejscowością Michałowice (gmina Michałowice) od północy,
- miejscowością Młodziejowice (gmina Michałowice) od północnego wschodu,
- miejscowością Bosutów (gmina Zielonki) od wschodu, południa oraz południowego zachodu[b],
- miejscowością Bibice (gmina Zielonki) od zachodu.

Powierzchnia sołectwa Bosutów-Boleń wynosi 339,41 ha, natomiast powierzchnia samego Bolenia to szacunkowo około 101 ha, co sprawia, że obok Garlicy Duchownej jest on drugą najmniejszą miejscowością gminy Zielonki, zajmującą około 2,08% jej obszaru.
Najwyżej położony obszar wsi znajduje się w jej północnej części, przy granicy z Młodziejowicami, na wysokości około 309 m n.p.m., najniższy na krańcach południowo-wschodnich, przy granicy z Bosutowem, na wysokości około 263 m n.p.m.
W latach 1975–1998 wieś należała administracyjnie do województwa krakowskiego.

## Etymologia
Nazwa Boleń pochodzi od węgierskiego słowa bleny (wymawianego bolejń) oznaczającego tura, żubra. Za koncepcją tą przemawia prawdopodobna obecność w tych okolicach osadników lub jeńców węgierskich, co znalazło odzwierciedlenie w nazwach kilku innych, okolicznych wsi, wywodzących się, jak się przypuszcza, z języka węgierskiego (por.: Węgrzce, dawniej Vengerce – dosł. wieś Węgrów, Batowice od batja – stryj, Bibice od bibic – czajka, Bosutów od bozszu – zemsta.
W źródłach z okresu średniowiecza wieś wzmiankowana była jako Bolen, Bolenya, Bolene, Bolena, Boleny, Bolycy, Bolyeny.

## Historia
Najstarsze ślady osadnictwa na obszarze wsi pochodzą ze środkowego i późnego okresu lateńskiego (III–I w. p.n.e) oraz okresu wczesnorzymskiego (I w. n.e.). Wskazują one, iż na terenie tym żyli przedstawiciele grupy tynieckiej.

### Okres późnego średniowiecza
Pierwsza wzmianka o miejscowości pochodzi z roku 1389, kiedy to Jan z Niezwojowic zapisał swojej żonie Małgorzacie 80 grzywien posagu na Boleniu.
Wieś była własnością szlachecką i stosunkowo często przechodziła z rąk do rąk. W roku 1415 syn Jana z Niezwojowic, również Jan, sprzedał Boleń Janowi z Łysobarku. W 1432 właścicielem wsi w wyniku podziału dóbr został Jan z Kończyc, w 1458 nabył ją Jan Burzyński z Janiny, zaś w roku 1465 Katarzyna, żona Stanisława z Młodziejowic herbu Stary Koń. W tamtym okresie we wsi żyło 5 kmieci, ponadto znajdował się w niej dwór rycerski oraz karczma z osobnymi polami. Wieś znajdowała się w rękach rodziny Młodziejowskich do roku 1528, kiedy to Andrzej syn Stanisława z Młodziejowic, kasztelana sandomierskiego, darował Janowi Mężykowi Słaboszowi z Putniowic wszystkie swoje dobra dziedziczne w tym Boleń.

### Okres zaborów
Po III rozbiorze Polski miejscowość znalazła się w granicach zaboru austriackiego. W wyniku ustaleń kongresu wiedeńskiego w 1815 r., Boleń wraz z 244 innymi miejscowościami wszedł w skład Rzeczypospolitej Krakowskiej.
Po zaanektowaniu Rzeczypospolitej Krakowskiej przez Austrię w 1846 r., miejscowość przynależała do państwa Habsburgów aż do odzyskania przez Polskę niepodległości w 1918 roku.
Okres zaboru austriackiego był dla miejscowej społeczności szczególny. Boleń leżał bowiem tuż przy granicy austriacko-rosyjskiej. Wielu powstańców, handlarzy, przemytników okupiło życiem próbę przekroczenia tejże granicy.

Przebieg granicy upamiętnia postawiony w 1998 roku monument. Pomnik znajdujący się na obrzeżach miejscowości przypomina o I Kompanii Kadrowej Józefa Piłsudskiego, która w swoim szlaku bojowym do Kielc obaliła zaborcze słupy graniczne.

## Demografia
Liczba mieszkańców wsi w okresie ostatniego dziesięciolecia zwiększyła się o 50%, osiągając poziom 400 osób w roku 2020.
Ponieważ Boleń tworzy sołectwo wraz z Bosutowem poniżej zamieszczono również dane demograficzne dla sołectwa.
Źródła danych oraz rodzaje (nazwy) i terminy spisów, jeśli dostępne:
- 1787[19];
- 1789[19] – Lustracja dymów i podanie ludności;
- 1808[20] – Spis wojskowy ludności Galicji;
- 1921[21] – Pierwszy Powszechny Spis Ludności – dane na 30. września;
- 1931[21] – Drugi Powszechny Spis Ludności – dane na 9. grudnia;
- 2003, 2004 i 2006[22] oraz 2009–2024[1] – dane własne Urzędu gminy Zielonki na 31. grudnia danego roku.

## Komunikacja
Do Bolenia można dostać się obsługiwanymi przez MPK Kraków liniami autobusowymi, wysiadając na przystankach:
- Bibice Na Czekaj: 257, 277, 280, 307
- Boleń Pętla: 297

Dojazd ułatwiają również liczne linie komunikacji prywatnej kursujące z okolic Regionalnego Dworca Autobusowego w Krakowie przy ulicy Bosackiej.

## Oświata
Na obszarze miejscowości brak placówek zarejestrowanych w Rejestrze Szkół i Placówek Oświatowych.
Szkołą podstawową obejmującą swym obwodem Boleń jest Szkoła Podstawowa im. Stanisława Wyspiańskiego w Bibicach.